# 금호역 (서울)
금호역(金湖驛, Geumho station)은 서울특별시 성동구 금호동4가에 있는 수도권 전철 3호선의 지하철역이다. 이 역부터 구파발역까지 지하 구간이다. 역명이 '~수'로 된 역 (약수역, 옥수역) 사이, 터널과 터널 사이에 있다는 게 특징이다. 이 역부터 독립문역까지 섬식 승강장이다.

## 역사
- 1983년 9월 13일: 금호역으로 역명 결정[1]
- 1985년 10월 18일: 서울 지하철 3호선 독립문 ~ 양재 구간 개통과 함께 영업 개시[2]
- 2012년 6월 21일: 2번 출구 에스컬레이터 개통

## 역 구조
1면 2선의 섬식 승강장이 갖추어진 지하역이며, 승강장에는 스크린도어가 설치되어 있다. 출구는 4개다. 1번 출구는 금호두산종합상가, 2번 출구는 금옥초등학교, 3번 출구는 금호브라운스톤아파트, 4번 출구는 금호터널 등으로 갈 수 있다.

### 승강장
| 약수 ↑   |
| 하 상 \| |
| ↓ 옥수   |

| 상행 | ● 수도권 전철 3호선 | 약수 · 충무로 · 종로3가 · 연신내 · 지축 · 대화 방면 |
| 하행 | ● 수도권 전철 3호선 | 옥수 · 고속터미널 · 교대 · 도곡 · 수서 · 오금 방면  |

## 역 주변
- 금호4가 행정복지센터
- 금호공원
- 금남시장
- 김밥천국 금남점
- 백범학원터
- 두산아파트
- 롯데아파트
- 서울금옥초등학교
- 서울방송고등학교
- 옥수동

## 이용객 변동
| 노선  | 노선   | 일평균 인원수 (명/일) | 일평균 인원수 (명/일) | 일평균 인원수 (명/일) | 일평균 인원수 (명/일) | 일평균 인원수 (명/일) | 일평균 인원수 (명/일) | 일평균 인원수 (명/일) | 일평균 인원수 (명/일) | 일평균 인원수 (명/일) | 일평균 인원수 (명/일) | 각주  |
| 노선  | 노선   | 2000년                | 2001년                | 2002년                | 2003년                | 2004년                | 2005년                | 2006년                | 2007년                | 2008년                | 2009년                | 각주  |
| ----- | ------ | --------------------- | --------------------- | --------------------- | --------------------- | --------------------- | --------------------- | --------------------- | --------------------- | --------------------- | --------------------- | ----- |
| 3호선 | 승차   | 12,274                | 12,847                | 12,571                | 12,269                | 11,870                | 11,568                | 11,588                | 11,475                | 10,975                | 10,051                | [ 3 ] |
| 3호선 | 하차   | 11,070                | 11,403                | 11,297                | 11,009                | 10,605                | 10,182                | 10,155                | 10,082                | 9,642                 | 8,814                 | [ 3 ] |
| 3호선 | 승하차 | 23,344                | 24,250                | 23,868                | 23,278                | 22,475                | 21,749                | 21,743                | 21,557                | 20,617                | 18,864                | [ 3 ] |
| 노선  | 노선   | 2010년                | 2011년                | 2012년                | 2013년                | 2014년                | 2015년                | 2016년                | 2017년                | 2018년                |                       | [ 3 ] |
| 3호선 | 승차   | 9,937                 | 9,575                 | 8,683                 | 8,391                 | 8,364                 | 8,055                 | 8,008                 | 8,713                 | 8,797                 |                       | [ 3 ] |
| 3호선 | 하차   | 8,866                 | 8,642                 | 7,942                 | 7,729                 | 7,582                 | 7,382                 | 7,360                 | 8,046                 | 8,101                 |                       | [ 3 ] |
| 3호선 | 승하차 | 18,803                | 18,217                | 16,625                | 16,120                | 15,946                | 15,437                | 15,368                | 16,759                | 16,898                |                       | [ 3 ] |

## 인접한 역
| 서울 지하철 3호선  | 서울 지하철 3호선   | 서울 지하철 3호선  |
| ------------------ | ------------------- | ------------------ |
| 333 약수 대화 방면 | ● 수도권 전철 3호선 | 335 옥수 오금 방면 |

## 기타
- 영화  전지적 독자 시점의 촬영지이기도 하다.